# Dodol

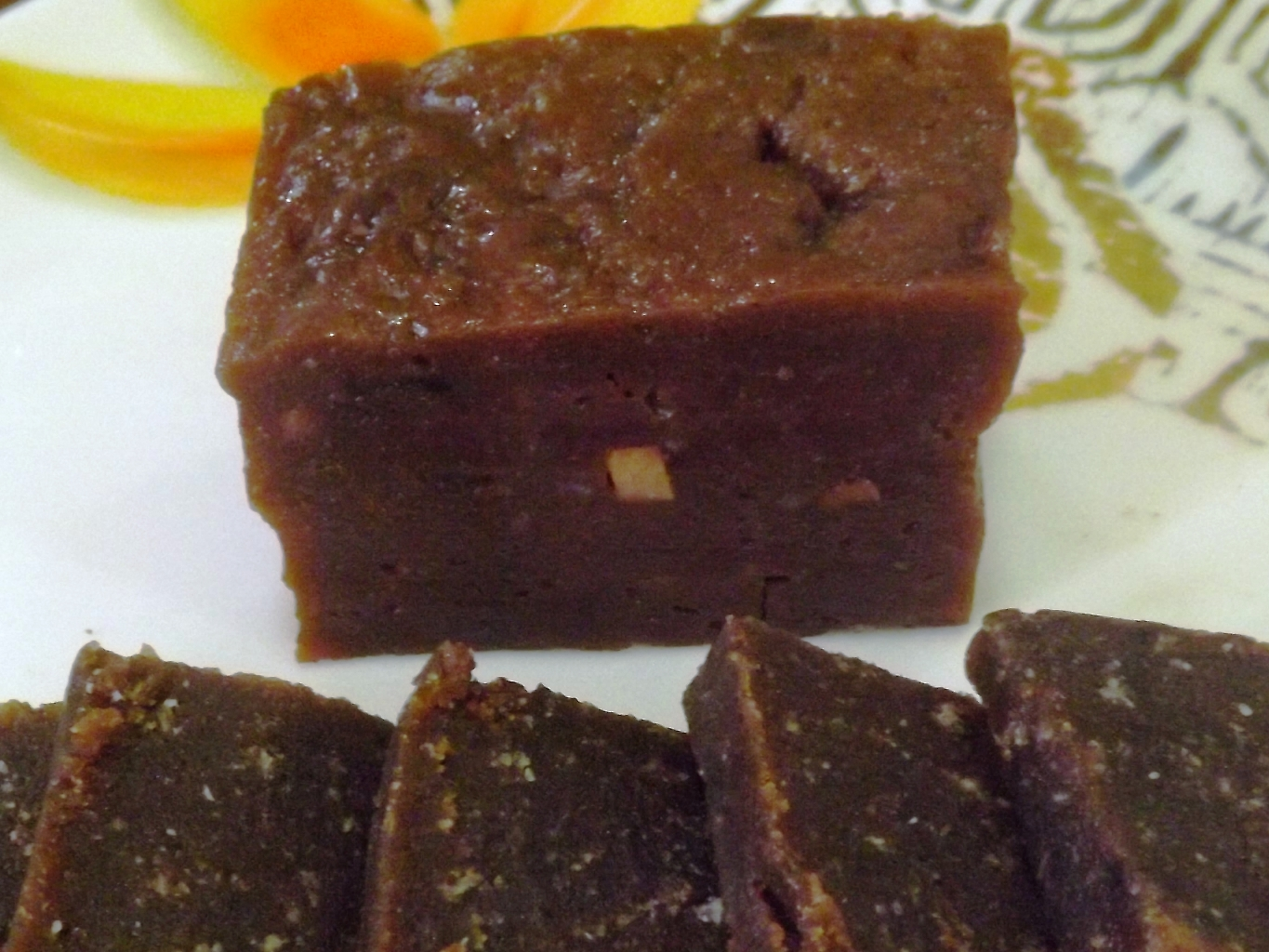
Dodol

Dodol é um tipo de doce à base de leite-de-coco, farinha de arroz e jagra, típico das culinárias do Sri Lanka e de Goa.
Numa receita de Goa, quando se extrai o leite do coco ralado, deve separar-se a parte mais concentrada da seguinte, chamada "leite-fino". Mistura-se farinha de trigo e de arroz com o leite-fino e põe-se a cozer em lume brando, mexendo sempre, até começar a espessar; junta-se jagra e, quando esta se dissolver, junta-se o "leite-grosso" e continua a mexer-se; finalmente, junta-se castanha de caju pilada grosseiramente e ghee. Continua a mexer-se até que a mistura se comece a concentrar no centro da panela, quando se tira do lume e se deita num prato de servir.
Outras receitas de dodol do Sri Lanla, incluem weli thalapa (ou sau dodol), em que se ferve farinha de arroz com sal e um pouco de leite de coco, até a massa formar pequenas bolas; não se mistura água. Cobre-se o recipiente e deixam-se cozer as bolas ao vapor; quando cozidas, tiram-se do fogo e separam-se. Num outro recipiente, ferve-se leite-de-coco com jagra e juntam-se as bolas, mexendo sempre até aparecer óleo à superfície, então tira-se do lume, transfere-se para um prato ou tabuleiro untado e transforma-se tudo num bloco. Depois de frio, corta-se em doses individuais. Outra receita é o kiri dodol, em que se  mistura farinha de arroz com canela, sal, leite de coco e jagra ralada, leva-se ao lume e deixa-se cozer em lume brando, mexendo sempre; quando estiver um creme grosso, tira-se do lume, junta-se caju partido e deita-se num prato ou tabuleiro untado com manteiga. Quando frio, corta-se em losangos.[carece de fontes?]